# Labromonas fenchelii
 (décembre 2024).
Labromonas, Labromonadaceae
Famille
Genre
Espèce
Le Labromonas fenchelii  unique représentant du genre Labromonas et de la famille des Labromonadaceae, est une espèce de protistes de l’ordre des Bicosoecales (organismes flagellés de la classe des Bicosoecophyceae dans l'embranchement des Bigyra).

## Étymologie
Labromonas est dérivé du latin labrum, « lèvre, col », en référence à la forme de cet organisme. 
L'épithète spécifique fenchelii a été donné en hommage au biologiste danois Tom Fenchel. 

## Description
Labromonas fenchelii a un grand col ou une lèvre partielle d’une hauteur >1 µm, située en avant des bases ciliaires.
Il s'attache souvent au substrat par un fil mucilagineux partant de l'extrémité du cil postérieur ; aucun extrusome n'a été observé. En cas de famine, il se divise pour produire quatre filles. Au niveau du développement, le cil antérieur est plus jeune que le cil postérieur ; la transformation ciliaire étant universelle chez les hétérocontes elle est susceptible de se produire chez tous les eucaryotes bicontes. La création de ce nouveau genre est donc nécessaire pour le flagellé omniprésent décrit par Fenchel.

## Systématique
Le nom valide complet (avec auteur) de ce taxon est Labromonas fenchelii Cavalier-Smith, 2006. 

## Publication originale
- (en) Thomas Cavalier-Smith et Ema E-Yung Chao, « Phylogeny and Megasystematics of Phagotrophic Heterokonts (Kingdom Chromista) », Journal of Molecular Evolution, vol. 62,‎ 2006, p. 388–420 (ISSN 0022-2844, DOI 10.1007/s00239-004-0353-8, lire en ligne [PDF], consulté le 26 novembre 2024).